# Sanktuarium Matki Bożej „Tal-Ħlas” w Qormi
Sanktuarium Matki Bożej „Tal-Ħlas” (malt. Is-Santwarju tal-Madonna tal-Ħlas, ang. Church of Our Lady of “tal-Hlas”) – rzymskokatolicki kościół pod wezwaniem Wniebowzięcia Najświętszej Maryi Panny w Qormi na Malcie. Jest jednym z najbardziej czczonych sanktuariów maryjnych na wyspie.

Świątynia położona jest przy Triq il-Ħlas na terenie Wied is-Sewda.

## Historia

### Pierwszy kościół
Pierwszy kościół, położony w połowie drogi między Birgu i Mdiną, był w przeszłości, w czasach świetności tych miast dogodnym miejscem odpoczynku dla osób podróżujących pomiędzy nimi. Początki kościoła – dziś wykorzystywanego jako zakrystia – sięgają czasów Alfonsa Aragońskiego, powstał najprawdopodobniej w latach 1495–1500. Jak było wówczas w zwyczaju, obok miał niewielki cmentarz.

W połowie XVI wieku kościół nie był już w najlepszym stanie. Około 1560 skarbnik zakonu św. Jana Fra Christopher le Boulleur de Mangadoin, często polujący w tej okolicy i mający tutaj domek myśliwski, przebudował kościół, a także zbudował przy nim domek dla rektora. W 1573 ufundował obraz tytularny, przedstawiający Madonnę na chmurach, ze św. Pawłem, patronem Malty i św. Janem Chrzcicielem, patronem Zakonu po bokach, oraz własnym herbem i datą „1573” pod spodem. Obraz został wykonany na drewnie, od 1937 znajduje się w zakrystii kościoła parafialnego św. Jerzego. W 1575 kościół wizytował Mons. Pietro Dusina, zaś w 1616 biskup Baldassare Cagliares, oraz biskup Miguel Juan Balaguer Camarasa w 1656. Wspomnieli oni w swoich raportach o wielkiej atencji wiernych do Madonny tal-Ħlas oraz dużej ilości ex-voto. W latach 1633–34 kościół został nieco powiększony.

### Kościół dzisiejszy
Około 1690 rozpoczęto budowę nowego kościoła, którego architektem był Lorenzo Gafà. Dobudowana została dzwonnica z trzema dzwonami, zaś stary kościół został zaadaptowany na zakrystię. Niestety 11 stycznia 1693, na skutek trzęsienia ziemi, kościół został uszkodzony. Odbudowany w latach 1693–94, jak wynika z raportu biskupa Davide Cocco Palmieri, z dużym poświęceniem lokalnej ludności.
Proboszcz parafii Qormi napisał do Stolicy Apostolskiej prośbę o pozostawienie kościoła w granicach parafii, argumentując to m.in. tym, że jego fasada zwrócona jest w stronę kościoła parafialnego w Qormi. Papież Klemens XI przychylił się do tej prośby, do dziś na fasadzie kościoła znajduje się jego herb.

Podczas II wojny światowej kościół był używany do celów militarnych. Po wojnie odnowiony, przywrócony do posługi religijnej.

W czerwcu 2008 zakończono prace konserwatorskie fasady kościoła oraz portyków po obu stronach placu przed kościołem. Odtworzno w nich stoły i ławy, przy których odpoczywali pielgrzymi przed lub po zwiedzaniu kościoła. Odrestaurowano również figurę Matki Boskiej przed kościołem.
W nocy 13/14 października 2020 nieznani wandale próbowali podpalić główne i boczne drzwi sanktuarium. Na szczęście skończyło się na powierzchownych zniszczeniach. 

## Architektura

### Wygląd zewnętrzny
Fasada kościoła typowa dla stylu Lorenzo Gafà z końca XVII wieku. Dwa narożne pilastry dźwigają prostą entablaturę z szerokim gierowanym na rogach gzymsem. Główne wejście, umieszczone centralnie, ozdobione jest kamienną rowkowaną ramą wspierającą półkolisty naczółek, której to ramy górna część wyprowadzona jest do wnętrza naczółka tworząc coś w rodzaju prostego tympanonu z dwoma esownicami. Po obu stronach drzwi niewielkie kwadratowe zakratowane okna, pozwalające wiernym adorować Najświętszy Sakrament w czasie kiedy kościół jest zamknięty. Na gzymsie masywny fronton z herbem papieża Klemensa XI, wspomnianym wcześniej, zwieńczony półkolistym naczółkiem, na którym umieszczony jest kamienny krzyż, a po bokach proste naszczytniki. Po bokach frontonu spływ wolutowy z dwoma po każdej stronie naszczytnikami w formie płomieni. Każda z bocznych elewacji kościoła podzielona jest pilastrami na trzy pola, w których górnych częściach znajdują się prostokątne, głęboko osadzone okna. Płytki gzyms pod oknami biegnie ciągłą linią, dzieląc ściany na dwa poziomy i tworząc kapitele pilastrów.

Portyki po bokach zuntier, na który wiodą trzy półkoliste schody, zbudowane zostały w 1699, przebudowano je po II wojnie światowej. Znajdują się w nich kamienne stoły i ławki dla pielgrzymów. Na tyłach kościoła znajduje się dzwonnica, dziś z dwoma dzwonami, na większym widnieje rok „1699” oraz herb biskupa Davide Cocco Palmieri.
Na placu przed kościołem na ozdobnym cokole znajduje się posąg Wniebowzięcie. Wyrzeźbiony został w kamieniu maltańskim przez Vincenta de Candia (Dekandia) w 1867.

### Wnętrze
Wnętrze kościoła jest jednonawowe z apsydą. Nawę przykrywa sklepienie kolebkowe z umieszczonymi wysoko na bocznych ścianach lunetami. Dla wzmocnienia sklepienie wsparte jest na żebrach, działających jak duże krokwie, te z kolei opierają się na pilastrach. Wokół ścian biegnie ozdobny gierowany gzyms.

W kościele jest jeden ołtarz, nad którym znajduje się duży obraz Wniebowzięcie Najświętszej Maryi Panny w bogato zdobionej ramie. Ten XVIII-wieczny obraz przedstawia Maryję unoszoną do nieba przez anioły, i tradycyjnie przypisywany jest malarzowi Francesco Zahrze; lub pochodzi z jego szkoły. Sklepienie konchowe apsydy ozdobione jest obrazem Enrico Arnaux z 1719 Koronacja Matki Bożej. W kościele znajdują się również obrazy Święty Tomasz, Święty Izydor, Święty Pankracy oraz Matka Boska Bolesna, a także srebrny kielich z 1758.

### Zakrystia
Dzisiejsza zakrystia to oryginalny kościół z końca XV wieku. Znajduje się tutaj duża ilość ex voto w formie obrazów, wykonanych w podzięce za otrzymane łaski.

## Pochodzenie nazwy „Tal-Ħlas”
W pewnym okresie kobiety maltańskie spodziewające się dziecka zaczęły nawiedzać kościół i prosić Madonnę o szczęśliwy poród. Słowo „ħlas” po maltańsku znaczy m.in. „dostarczenie” (np. dziecka na świat), stąd obok oficjalnego wezwania kościoła Wniebowzięcia Matki Bożej przyjęło się określenie kościoła jako Matki Bożej „Tal-Ħlas” (Matki Bożej „od porodu”). Od tego wzięła również nazwę okolica, w której świątynia się znajduje. 

## Świątynia dzisiaj
W kościele w trzecią niedzielę każdego miesiąca o godz. 16:30 odprawiana jest msza święta, na której prezentowane są Matce Bożej nowonarodzone dzieci. Możliwe jest nawiedzenie kościoła w każdą niedzielę po południu oraz w ważniejsze święta.

## Święto patronalne
Święto patronalne kościoła przypada 15 sierpnia, lecz dziś uroczystość jest obchodzona w niedzielę po tej dacie. W przeszłości rozdawane były pielgrzymom orzechy i szklanka wina.

## Ochrona dziedzictwa kulturowego
Kościół umieszczony jest na liście National Inventory of the Cultural Property of the Maltese Islands pod nr. 00486.